# Газонебезпечні роботи
Газонебезпечні роботи (рос.газоопасные работы, англ. gas hazardous operation; нім. gasgefährliche Arbeiten f pl) – роботи, які проводяться на об'єктах, небезпечних щодо виділення газо-, вибухо- або пожежонебезпечних речовин; пов'язані з розкриттям або розгерметизацією технол. обладнання і комунікацій. Здійснюються на підприємствах газової, нафт. і хім. промисловості в плановому порядку або аварійних ситуаціях підрозділами підприємства і воєнізованими формуваннями газорятувальної служби (ВГРС). 
За ступенем небезпеки виділяють три групи Г.р. і місця їх проведення. 
Перша група - короткочасне перебування людей без захисних засобів може привести до тяжкого стану, аж до смертельного отруєння; 
друга - перебування людей без захисних засобів може привести до отруєння середнього рівня або важкого отруєння; 
третя - перебування людей без захисних засобів може привести до легкого або середнього рівня отруєння. Кожну з цих 3-х груп відрізняють також свої специфічні ознаки. 
Регламентується коло осіб, що допускаються до виконання Г.р. кожної групи, а також індивідуальні засоби газозахисту, що використовуються ними. 
За змістом розрізняють Г.р. технологічні, аварійні і ремонтно-технічні. 
До технол. Г.р відносять: обслуговування технол. апаратів, що одержують або переробляють вибухові гази або шкідливі (токсичні) речовини; відбір проб повітря в газо-, вибухо- і пожежонебезпечних місцях з метою його аналізу; обслуговування газгольдерів з шкідливими і небезпечними газами. 
Аварійні Г.р. включають: 
- роботи по ліквідації газонафтопроявів і відкритих фонтанів;
- роботи на гирлі фонтануючої свердловини; порятунок людей при аваріях, вибухах і отруєннях і надання їм першої допомоги.

Ремонтно-технічні Г.р.: плановий і капітальний ремонти обладнання, в процесі яких можуть виділятися газо-, вибухо- і пожежонебезпечні речовини; очищення цистерн, колодязів і споруд, в яких містилися шкідливі гази або ВР; установка і зняття заглушок, заміна арматури, прокладок тощо. Г.р. виконують тільки при наявності нарядо-допуску працівники, що пройшли інструктаж і спец. навчання прийомам і методам роботи в газовибухонебезпечному середовищі. Засоби індивідуального газозахисту при Г. – повітряні дихальні ізолювальні апарати (“Влада–2”, “Україна–2”, АСВ–2, “Спиролак”, “Коммейгес”), кисневі ізолювальні апарати (КІП–8, РВП–1), шлангові протигази (ПШ–1, ПШ–2). Максимальна тривалість роботи в ізолювальних апаратах перших двох груп при навантаженнях середньої напруженості відповідно 70 і 120 хвилин. 